# Helmut Kentler
Helmut Kentler (2. července 1928 Kolín nad Rýnem – 9. července 2008 Hannover) byl německý psycholog a profesor sociální pedagogiky na hannoverské univerzitě v letech 1976-1996.

## Činnost
Byl jedním z nejvlivnějších protagonistů sexuální revoluce v Německu. Jeho dalekosáhlý vliv je popsán v knize Die missbrauchte Republik. Aufklärng über die Aufklärer. Byl dlouholetým členem kuratoria Pracovní skupiny pro lidskou sexualitu (Arbeitsgemeinschaft für Humane Sexualität) a až do své smrti také poradcem Humanistické unie (Humanistische Union, HU). Cíle své sexuální pedagogiky formuloval již v roce 1970 ve své knize Sexuální výchova. Byl homosexuálem.